# Косовска битка (1915)
Косовска битка (буг. Косовска настъпателна операция) била је трећа велика историјска битка која је вођена на Косову. Одиграла се између 10. новембра и 4. децембра 1915. године.

## Битка и српски пораз
Битка је почела тако што је бугарска 1. армија кренула уз Јужну Мораву, а завршила се потпуним поразом српске војске. Главни ударац бугарска војска је дала на потезу Ниш-Приштина. Српска војска је на два дана заузела Прокупље, где је краткотрајно пружала отпор.
Бројно надјачана српска војска се повукла, а онда покушала да пружи отпор у близини Гњилана. Срби су онда покушали противнапад према Врању и Куманову како би се придружили енглеско-француским трупама, али су опет претрпели пораз. 6. и 9. пешадијска дивизија бугарске 1. армије је са лакоћом освојила Приштину 24. новембра. Онда је цела бугарска војска напредовала, са подршком на северу од стране делова 11. немачке армије и 3. аустроугарске армије. Битка је завршена 4. децембра, када је освојен Дебар. Срби су изгубили 30.000 војника, 199 пушака, 150 аутомобила и велику количину друге војне опреме. Српска војска се касније повукла у Албанију, да би на крају нашла уточиште на грчком острву Крф.